# Cheriómushkin
Cheriómushkin (del ruso: Черёмушкин) es un jútor del raión de Guiaguínskaya, en la república de Adiguesia de Rusia. Está situado 9 km al sur de Guiaguínskaya y 21 km al norte de Maikop, capital de la república. Tenía 94 habitantes en 2010.
Pertenece al municipio de Guiaguínskoye.